# Tsiafajavona
Der Tsiafajavona ist mit 2403 m der dritthöchste Berg Madagaskars. Lediglich der  Andringitra (2658 m) so wie der Maromokotro (2876 m) sind noch höher. Er gehört zum Ankaratra-Bergmassiv und liegt in der Mitte der Insel. An seinen Hängen lebt die endemische Chamäleonart Calumma hilleniusi.